# Przesunięcie wirtualne
Przesunięcie wirtualne (od francuskiego virtuel – teoretycznie możliwy) lub przygotowane jest to taki rodzaj przemieszczenia punktu materialnego, które jest zgodne z więzami. Oznaczane jest zwykle symbolem {\displaystyle \delta {\vec {r}}.}
Pojęcie przesunięcia wirtualnego uogólnia się również do układu punktów.

## Przykłady

### Ruch po powierzchni
Jeżeli powierzchnia jest określona równaniem
{\displaystyle F(x,y,z,t)=0,}
to przesunięcie wirtualne spełnia warunek
{\displaystyle \nabla F\cdot \delta {\vec {r}}=0.}
czyli
{\displaystyle {\frac {\partial F}{\partial x}}\delta x+{\frac {\partial F}{\partial y}}\delta y+{\frac {\partial F}{\partial z}}\delta z=0,}
co oznacza, że przesunięcie to jest wszędzie styczne do powierzchni narzuconej przez więzy; {\displaystyle \delta x,\,\delta y,\,\delta z} są składowymi wektora przesunięcia wirtualnego.

### Ruch po krzywej
Krzywa, po której porusza się ciało, jest dana równaniami
{\displaystyle f(x,y,z,t)=0,}
{\displaystyle g(x,y,z,t)=0.}
W tym przypadku, aby przesunięcie {\displaystyle \delta {\vec {r}}} było wirtualne musi zachodzić
{\displaystyle \nabla f\cdot \delta {\vec {r}}=0,}
{\displaystyle \nabla g\cdot \delta {\vec {r}}=0,}
co oznacza, że przemieszczenie {\displaystyle \delta {\vec {r}}} ma kierunek dokładnie po stycznej do krzywej.

## Przesunięcie wirtualne a przesunięcie rzeczywiste
W ogólnym przypadku przesunięcie wirtualne {\displaystyle \delta {\vec {r}}} wcale nie musi oznaczać rzeczywistego przemieszczenia punktu materialnego {\displaystyle {\text{d}}{\vec {r}}} zdefiniowanego wzorem
{\displaystyle {\text{d}}{\vec {r}}={\vec {v}}\,{\text{d}}t,}
gdzie {\displaystyle {\vec {v}}} jest prędkością punktu, a {\displaystyle dt} – różniczkowym przyrostem czasu. Przesunięcie rzeczywiste zawsze jest styczne do toru ruchu (tak jak prędkość), a tor ruchu nie musi leżeć na powierzchni wyznaczonej przez więzy. Dotyczy to sytuacji, gdy więzy są zależne od czasu.